# Homec (gmina Vojnik)
Homec – wieś w Słowenii, w gminie Vojnik. W 2018 roku liczyła 95 mieszkańców.